# Latarnia morska Mumbles
Latarnia morska Mumbles – latarnia morska położona na zachód od Swansea na półwyspie Mumbles będącym częścią półwyspu Gower. Latarnia jest wpisana na listę zabytków Royal Commission on the Ancient and Historical Monuments of Wales pod numerem 180. Latarnia jest położona pomiędzy latarnią morską Caldey a latarnią morską Nash Point.
The Swansea Harbour Trust w uchwalonej w 1791 roku ustawie zatwierdziło budowę latarni morskiej na wysepce położonej na końcu półwyspu Mumbles. Prace rozpoczęto w 1792 roku. Pierwsza konstrukcja uległa zawaleniu podczas budowy w październiku 1792 roku. W 1793 roku rozpoczęto budowę nowej latarni według projektu Williama Jernegan, którą ukończono w 1794 roku. Początkowo latarnia była oświatlana przez spalenie węgla, jednak już w latach 1798-1799 została przebudowana na latarnię zasilaną olejem.
W latach 1859–1860 War Department poprzednik Ministerstwa Obrony, wybudował fort okalający latarnię od strony morza. Obiekt został zdemilitaryzowany w połowie lat pięćdziesiątych XX w..
Trinity House przejęło od  British Transport Docks Board nadzór nad funkcjonowaniem latarni 1 listopada 1975 roku
Stacja została zelektryfikowana w 1969 a zautomatyzowana w 1934 roku. Latarnia jest sterowana z Trinity House Operations Control Centre w Harwich.